# Западная улица (Ломоносов)
За́падная улица — улица в городе Ломоносове Петродворцового района Санкт-Петербурга, в историческом районе Мордвиновка. Проходит от улицы Левитана до переулка Серова.
Название известно с 1950 года. Связано с тем, что улица является западной границей бывшего посёлка Мордвиновка.